# Hôtel de Panette
 (mai 2020).
Si vous disposez d'ouvrages ou d'articles de référence ou si vous connaissez des sites web de qualité traitant du thème abordé ici, merci de compléter l'article en donnant les références utiles à sa vérifiabilité et en les liant à la section « Notes et références ».

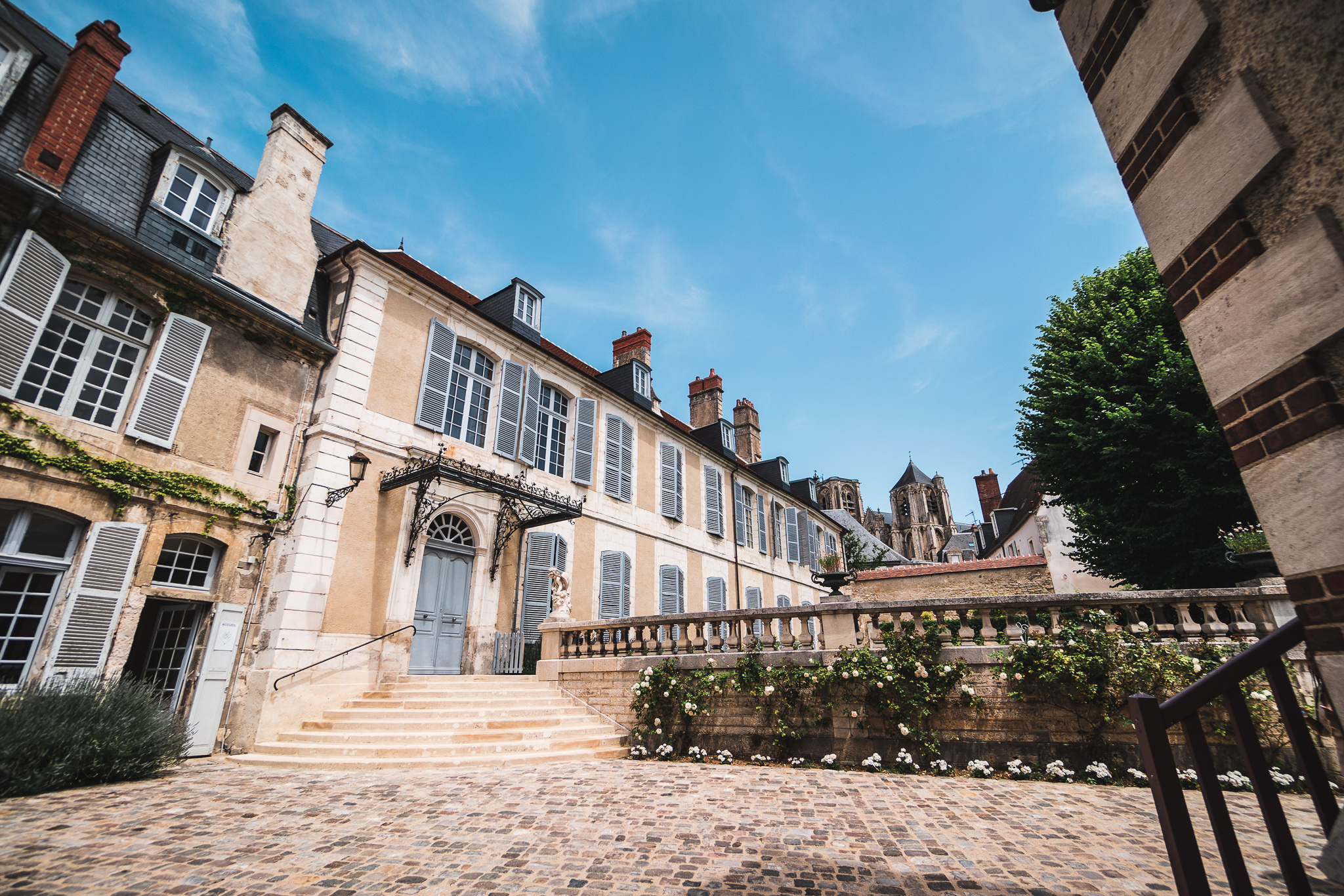
Vue du porche

L’hôtel de Panette est un hôtel particulier sis à Bourges, au 1 rue Henri-Ducrot (anciennement rue du Vieux-Poirier). 
Il est construit en 1418 par le duc de Berry en tant qu’« hôtel des Trésoriers de la Sainte-Chapelle ». Il ne conserve de cette époque que sa façade sur rue.
Acquis par le marquis de Tristan en 1757, à la suite de la destruction de la Sainte-Chapelle, il est reconstruit, puis vendu au marquis de Panette en 1818. Loué par le gouvernement de Louis-Philippe de 1839 à 1845, il abrite l’exil du prétendant au trône d’Espagne Charles de Bourbon.

## De 1418 à nos jours

### L'hôtel des Trésoriers de la Sainte-Chapelle
La Sainte-Chapelle de Bourges fut investie le jour de Pâques 1405 par M. Arnoul Belin, trésorier. Le portail est le seul élément conservé de l'hôtel des Trésoriers de la Sainte-Chapelle. Une inscription très effacée permettait de lire qu'Arnoul Belin, premier trésorier du Palais de Bourges, avait fait édifier en 1418 cet hôtel pour lui et les trésoriers ses successeurs. La façade d'entrée est inscrite à l'inventaire supplémentaire des Monuments historiques par arrêté du 17 février 1928.

### Vente des biens de la Sainte-Chapelle en 1757
En 1757, l'hôtel des Trésoriers est acheté au plus offrant, au prix de 10 000 livres tournois (équivalent à 107 230 € en 2017), par le marquis de Tristan, qui fait vraisemblablement construire un nouvel hôtel particulier, à la place du précédent, orienté plein sud.
L'acte de vente de la maison des Trésoriers date du 25 avril 1757, par le chapitre de la Sainte-Chapelle à Pierre Jean-Baptiste, marquis de Tristan, seigneur de Saint Amand, chevalier des ordres ??? de notre dame de ??? demeurant à Bourges paroisse de Saint Pierre le Poellier, au prix de 10 000 livres.
En « conséquence des lettres et patentes du Roy données à Versailles au mois de février dernier, enregistrées à la Cour du Parlement à Paris le 26 dudit mois, ordonnant la destruction de la Sainte Chapelle de Bourges, et de vendre la maison du Sieur Trésorier dans l’état où elle se trouve, pour indemniser le chapitre d’une partie de ses frais, il a obligation d’afficher au carrefour des places publiques, que la maison à vendre sera adjugée au plus offrant. La mise à prix a été fixée à 4 000 livres, et adjugée au sieur de Tristan à 10 000 livres »
La maison jouxte au couchant la rue du Vieux Poirier, du côté du midi 3 maisons, cour et jardin qui étaient affectés aux chapelains et vicaires de ladite Sainte-Chapelle, au levant le pignon de la maison canoniale, jardin, cour, aisances et dépendances actuellement occupés par le sieur Nicou de la Gavinière, et par 2 bâtiments de ladite cure de Saint-Jean-le-Vieil. De l’autre côté la maison et le jardin de la cure et le jardin de la maison coloniale occupée par le sieur Jourdin de Bravignon, une petite ruelle entre deux.

### Les propriétaires depuis 1757

#### Les marquis de Tristan: de 1757 à 1818
Pierre Jean-Baptiste de Tristan, capitaine de cavalerie et chevalier de Saint-Louis, est le fils de Pierre-Jean (chevalier seigneur de Saint Amand, lieutenant de cavalerie au régiment de Clermont) et d'Anne Magdelaine Hertault (fille de René chevalier, seigneur de Soupize, et Jeanne Catherine Gassot), mariés le 9 septembre 1725 à Bourges, paroisse de Saint-Pierre-le-Puellier. Il épouse le 6 octobre 1755 Claire Christine Pierrette de Clugny (1733-1762), fille du baron Étienne de Nuits, conseiller au parlement de Bourgogne, et de Claire Marie Anne Gilbert des Voisins-Crapado, et sœur de Jean Étienne Bernard Clugny de Nuits, contrôleur général des finances de Louis XVI en 1776.
Son fils Pierre Jean, né le 18 mai 1786, mourut le 2 novembre 1805.
Pierre Jean l’évangéliste Marie épousa le 8 avril 1777, dans la paroisse berruyère de Fourchaud Marie Jeanne Moreau de Chassy. Pourvue d’une dot de 50 000 livres, elle était la fille d’Alexandre Antoine, chevalier seigneur de Souesmes, chevalier de Saint Louis, ancien major commandant les milices de Cayenne, et de défunte Hélène Meusnier. La sœur de Marie Jeanne Moreau de Chassy, Marie Elisabeth Hélène, épousa le 23 avril 1778 Gabriel Gassot, vicomte de Fussy (14 janvier 1749 - 14 septembre 1811).
C'est Pierre Jean l’évangéliste Marie qui passa la plupart de sa vie dans l'hôtel particulier. Sa mère déjà veuve, décéda alors qu’il avait 6 ans. Sa destinée et celle de son frère (Jean Étienne Bernard, né le 27 août 1758) sont prises en main par l’oncle Jean Étienne Bernard Clugny de Nuits.
Il était en 1811 le 27e contribuable du département. Son antique noblesse remonte au XIVe siècle. Il fut admis au sein de la 1re compagnie de mousquetaires de la garde royale le 11 mars 1772 sur présentation de son oncle. Il fut licencié le 15 février 1775 à la suppression de son corps, muni d’un certificat « qu’il a bien servi et qu’il conserve le quart de ses appointements jusqu’à son replacement ». Coupable d’avoir engrossé une lingère orpheline dénommée Perpétue Carraud, à l’âge de 18 ans, il avait été condamné en justice à payer 200 livres de « frais de gésine » en janvier 1775.
Dans les années 1780, il devient l’un des piliers de l’Orient de Bourges, participe ainsi aux tenues de la 1re loge de la ville : Sainte Solange, fondée en 1785, dont il est surveillant. Il s’affilie également à la Minerve, le nouvel atelier dressé en 1787 par la noblesse locale. Aristocrate libéral, il n’est pas ennemi de la Révolution et n’est pas inquiété par la Terreur. Maire de Vornay, le 29 avril 1800, il devint aussi maire d’Annoix en 1806, jusqu’en 1816, destitué par le préfet ultra Villeneuve, qui ne lui pardonne pas d’avoir servi les Cent jours. Il participe le 13 avril 1805 à la refonte de la loge de Sainte Solange.
Sa fille Marie Rose née à Bourges le 23 février 1781, mourut en couches le 11 juin 1804, laissant un enfant de son union célébrée le 18 juin 1799 avec le Comte d’Amboise (fils de Henri-Michel d'Amboise). Il acheta en 1793 la maison de la cure de Saint-Jean-le-Vieil au prix de 6 000 livres, afin d'agrandir son hôtel particulier.
Le 18 janvier 1818, le marquis de Tristan (62 ans) vendit son hôtel particulier au marquis de Panette, ingénieur et vérificateur du cadastre, et Mme Mélanie de Marcillac son épouse, demeurant rue de Souretrandn quartier Bourbonnoux, au prix de 40 000 francs (103 200 € en 2017). Le marquis de Tristan demeurait dans son château de Soupize (Vornay) et résidait rue du Vieux-Poirier, quartier d’Auron ». La vente porte sur un hôtel rue du Vieux-Poirier, ayant porte cochère et cavalière, composé des bâtiments d’habitation, caves, cuisine, cour, jardin, basse cour, «écuries et remise qui existent dans ladite basse cour, avec toutes les glaces, trumeaux, plaques de cheminée, boisures, tentures en papier. Le marquis de Tristan occupait trois chambres au 1er étage, et une demoiselle Gallois occupait une chambre. L’hôtel jouxte au levant la place Bouland et la maison de Mr Raynal, au couchant la rue du vieux poirier, et au nord l’ancienne cure de Jean le vieux avec tous les bâtiments, cour, jardin, avec une entrée donnant sur la rue du Vieux-Poirier, et une entrée sur la place Bouland, habitée par l’abbé de Fontenay. Le marquis de Tristan a hérité de l’hôtel de son père et acquis la petite maison du sieur Gilbert, chapelier, le 4 février 1793, qu’il avait lui-même acquise le 13 novembre 1791. Les acquéreurs n'entreront dans les lieux que le jour de Noël prochain. Néanmoins, le marquis de Tristan louera un appartement aux acquéreurs de la Saint-Jean à Noël, au prix de 200 F. il restera locataire jusqu’à son décès.
Le 20 novembre 1819 : décès à 63 ans de Pierre François l’évangéliste Marie marquis de Tristan ancien officier de cavalerie, laissant pour seul héritier son petit-fils Georges Edmond d’Amboise (fils de Jacques Henry comte d’Amboise). Le testament olographe déposé chez Maître Vergne date du 13 février 1810 en faveur de Jeanne Gallois, la domestique préférée du marquis, mentionne un don au fils de cette servante de 20 000 F. Ce fils, Alexis Gallois né à Vornay le 10 décembre 1805, dans les appartements de l’homme d’affaires du marquis, était certainement adultérin.
Le 4 février 1820, le notaire dresse inventaire de l’hôtel à la suite du décès de Pierre François L’évangéliste Marie Marquis de Tristan ancien officier de cavalerie en présence de Jacques Henry comte d’Amboise (son gendre, père et tuteur de Georges Edmond d’Amboise, son petit fils mineur), et de Jeanne Gallois fille de confiance de feu monsieur le marquis de Tristan et sa légataire. On note la présence de Alexandre Marie Gassot vicomte de Fussy maire de la ville de Bourges subrogé tuteur nommé à Georges Edmond d’Amboise.
Le marquis de Tristan occupait le premier étage. Sont mentionnées les pièces suivantes : à gauche de l’escalier un salon ayant vue sur cour, avec cheminée, puis un petit cabinet à côté (assez grand pour contenir commode, buffet, malle), un placard à côté de la cheminée, une antichambre, une autre chambre avec alcôve (grand lit) et cheminée, puis petit cabinet, et antichambre, puis chambre avec cheminée, un autre cabinet. Egalement présent le palier de l’escalier, donnant accès à un premier grenier, à une mansarde auprès de l’escalier, à une autre mansarde à côté, occupée par la cuisinière, puis à un autre grenier à la suite. Puis « De là nous sommes passés avec toutes les parties dans une cuisine ayant son entrée par la cour », avec cheminée, « de là sommes passés avec toutes les parties dans une remise, « de là sommes passés dans l’écurie, puis dans la chambre du domestique » : et de là sommes descendus à la cave.
Le mobilier est composé de meubles d’acajou, fauteuils et chaises garni de velours d’Utrecht.

#### Les marquis de Panette: de 1818 à 1879
Barthélemy Gabriel Vincent de Panette était originaire de la région des Dombes. Il devint ingénieur et vérificateur du Cadastre napoléonien à la ville, et dressa un plan en 1814 connu aujourd'hui sous le nom de plan de Panette. Il acheta en 1829 le château de Contremoret, à Fussy et il est vraisemblable qu'il transforma son hôtel particulier en bien de rapport. En 1839, il réussit à louer son hôtel au gouvernement de Louis-Philippe pour abriter l'exil de Don Carlos. Il a deux enfants :
- Son fils, Jean François Alphonse Vincent de Panette, épouse Louise Anne Catherine de Scoraille le 25 février 1846. Mélomane, et musicien, il acheta un violon qui devint à tel point célèbre qu'il porte aujourd'hui son nom.
- Sa fille, Marie Charlotte Gabrielle Mélanie de Vincent de Panette, née le 15 octobre 1852 à Bourges, vendra ensuite l’hôtel de Panette à la famille Pilté-Leveau.

Le 1er avril 1849 : un extrait de la revue Le Mois par Alexandre Dumas : « le 4 mars, les prisonniers de Vincennes (Raspail, Barbès, Blanqui…) ont pris le train pour Bourges. Les membres de la haute cour nationale et M. le procureur général Baroche sont partis par le convoi de midi. Les magistrats seront logés dans l’antique hôtel Panette, où a habité Don Carlos ».
Le 10 décembre 1863, le décès de Barthélemy Gabriel Vincent de Panette est acté le 11 mai 1864 par un partage entre Mme Mélanie de Marcillac, épouse Vincent de Panette, demeurant 1 rue du Vieux-Poirier, et son fils Jean François Alphonse Vincent de Panette, demeurant 11 rue de l’Arsenal, notaire Paultre. On trouve de nombreuses valeurs mobilières et immobilières : Contremoret ; la terre de Montpensier à Saint-Georges-sur-Moulon ; un hôtel en partie habité par Mme de Panette, et autres locataires composé de divers bâtiments d’habitation élevés sur caves, avec greniers au-dessus, jardin, basse cour, et autres aisances ; une petite maison attenant à l’hôtel formant autrefois la cure de Saint-Jean-le-Vieil ayant une entrée sur la rue du Vieux-Poirier et une autre sur la place Bouland composée de bâtiments d’habitation, cour, jardin. Cet hôtel et cette maison ont été acquis auprès du marquis de Tristan au prix de 40 000 F. Il possède aussi une maison faisant l’angle de la rue de la Cage-Verte et du Vieux-Poirier, achetée à Joseph Grace, rentier, et Marie Garnier le 11 janvier 1819, au prix de 400 F de rente viagère annuelle, pleins propriétaires le 22 avril 1839, et une autre maison et dépendances au 3 rue de la Cage-Verte, à côté de l’autre, acquises auprès de Philippe Barraud et Rose Gerré au prix de 4 000 F le 11 janvier 1819.
Le 13 septembre 1869, décès de Mme Mélanie de Marcillac, épouse Vincent de Panette, au 1 rue du Vieux-Poirier.
En 1869, dans les Mémoires de la Société des antiquaires du Centre, il est dit qu’une plaque de cheminée du salon de l’hôtel de Panette porte les armoiries des familles Tristan et Moreau de Chassy. Les armoiries Moreau de Chassy sont aussi sur le fronton de la maison du directeur de l’école normale. À noter que Gaston Jouslin est membre du bureau de la Société des antiquaires du Centre. La plaque de cheminée est toujours à sa place, aujourd'hui, dans l'hôtel de Panette[réf. nécessaire].
Le 25 juin 1872 meurt Jean François Alphonse Vincent de Panette, devenu marquis au décès de son père. C’est lui qui acheta le violon. Le 12 juillet 1873 est dressé un acte de notoriété à défaut d’inventaire à la suite de son décès.

#### La famille Pilté-Jouslin: de 1879 à 1948

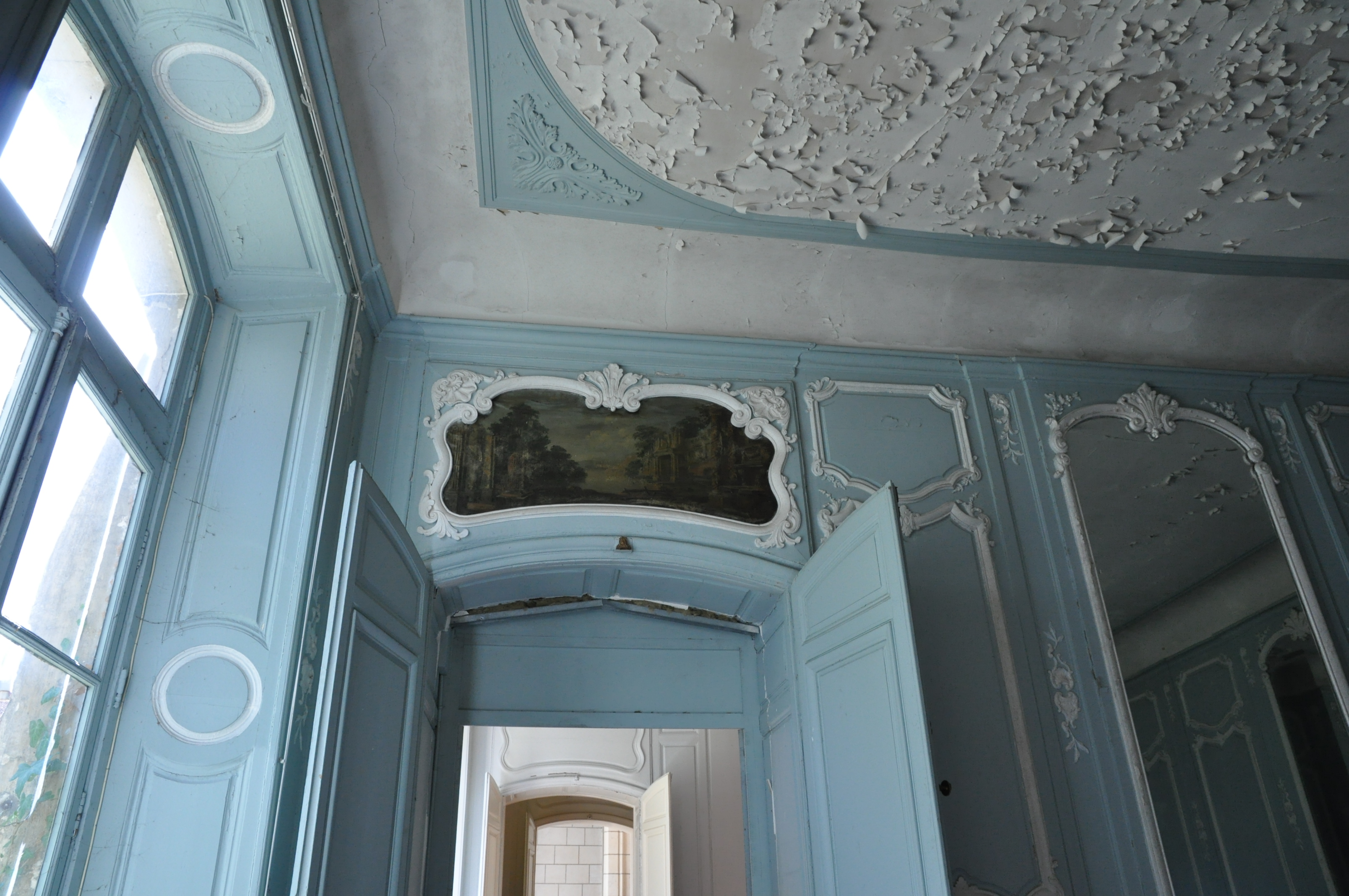
La salle à manger en 2011.

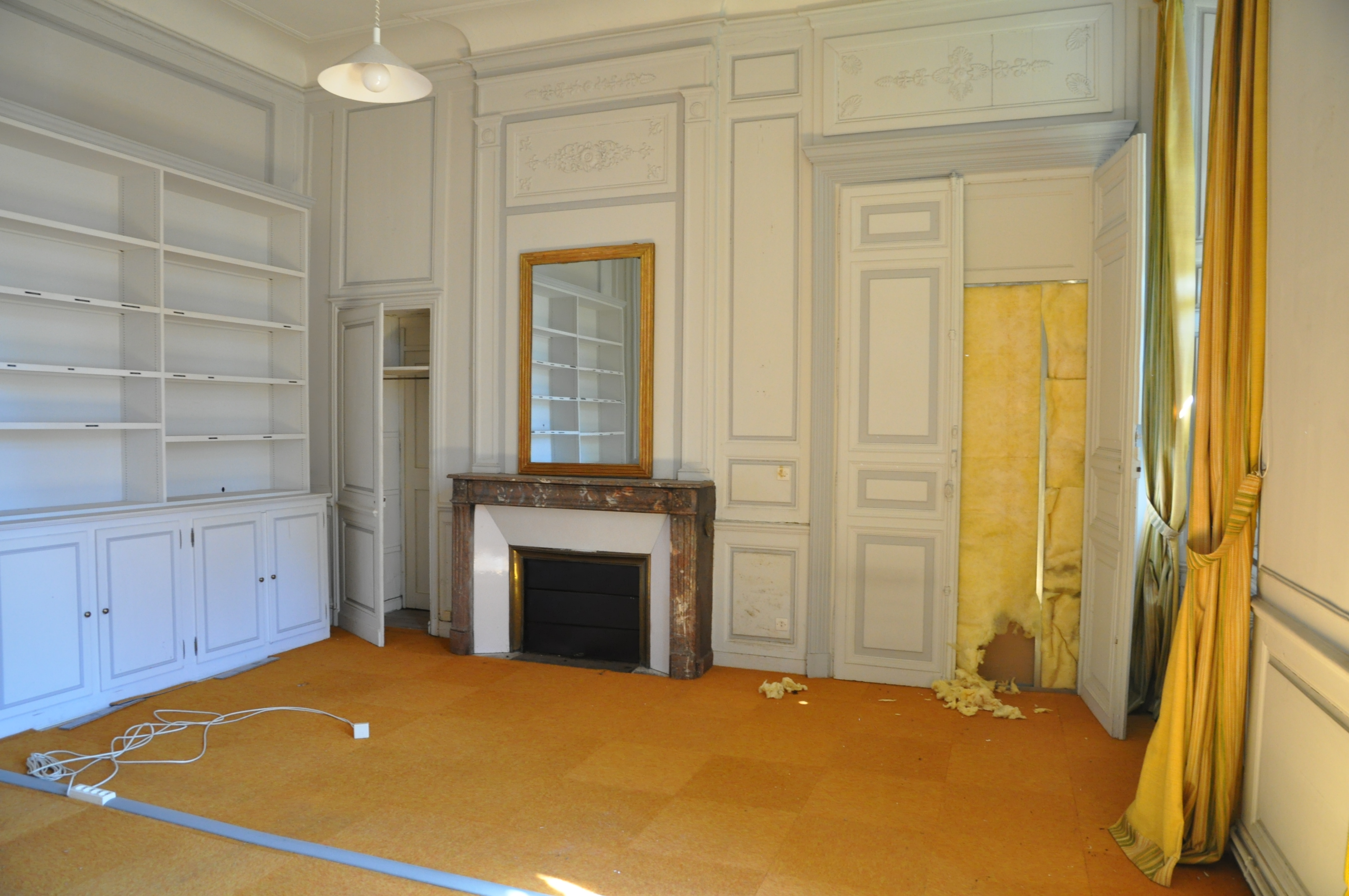
Ancienne chambre de Don Carlos en 2011.

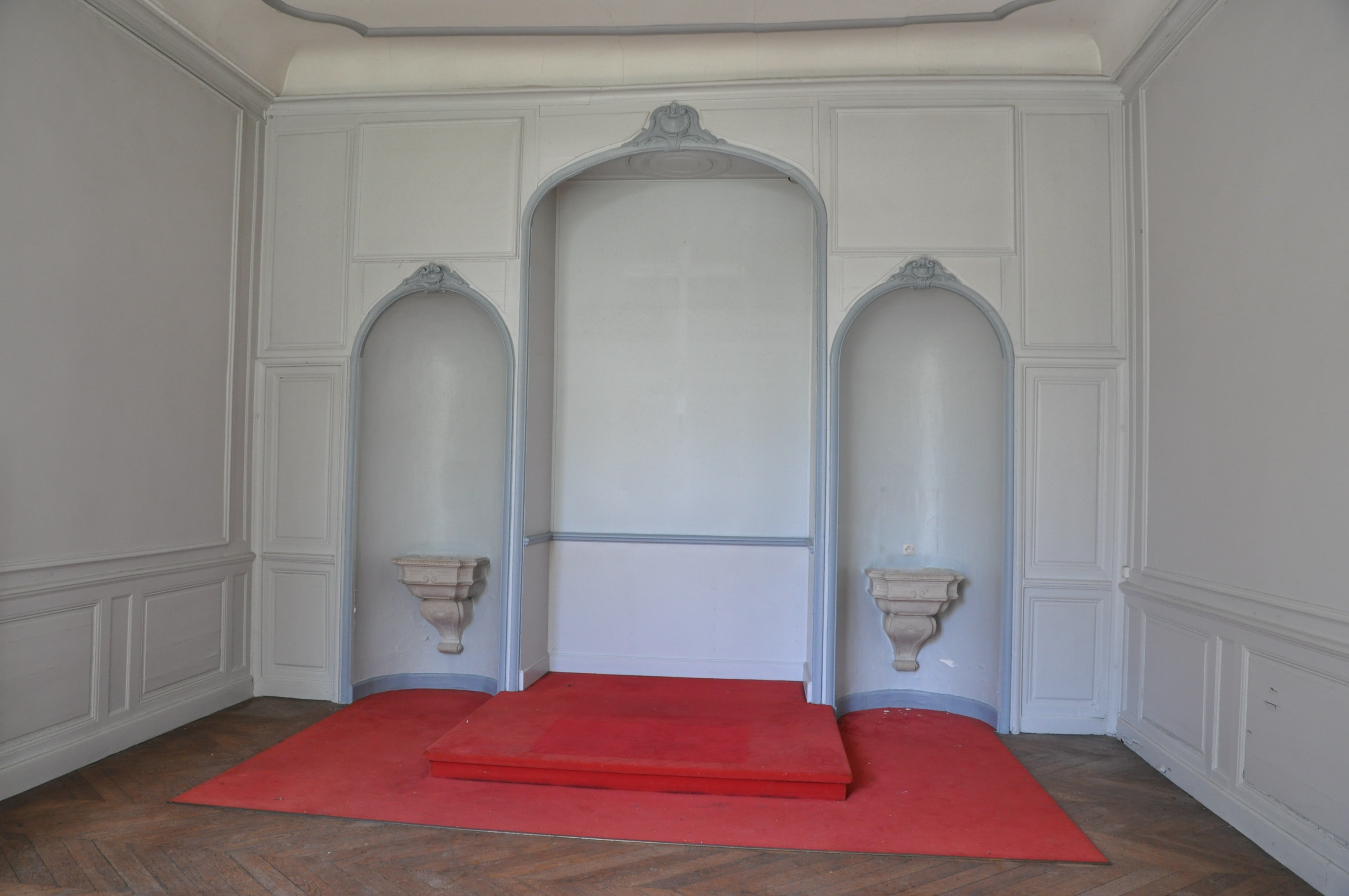
Ancien salon aux fresques en 2011.

Le 12 juin 1879, un acte étudié (E12894) fait mention de l'achat de l’hôtel de Panette par les époux Pilté-Jouslin : « Vente de Marie Charlotte Gabrielle Mélanie de Vincent de Panette (27 ans), épouse de Jacques Gabriel Auguste marquis de Belâbre, demeurant au château de Belâbre, à M. Édouard Pilté, propriétaire, et Agathe Françoise Ezilda Leveau (fille de Pierre Étienne Félix Leveau et Marie Philippines Bertrand) demeurant 6 rue de la Cage-Verte ». La vente porte sur « un hôtel sis à Bourges, 1 rue du Vieux-Poirier, comprenant 2 corps de bâtiments d’habitation, communs, cour d’honneur ouvrant sur la rue du Vieux-Poirier par une grande porte et une petite porte, cour de service ayant une grande porte sur la rue du Vieux-Poirier, communs, basse cour et jardin. L’hôtel donne sur la rue du Vieux-Poirier, au fond à M. Pilté, acquéreur, à gauche aux bâtiments et jardin réservés au vendeur et de l’autre côté à droite, à M. Vigé. Une page illisible sur la copie donne des éléments intéressants sur l’accès place Bouland. On comprend que le jardin au nord de l’hôtel reste la propriété du vendeur, que les murs sont mitoyens. Le passage commun vers la place de l’Arsenal reste la propriété de l’hôtel. Les acquéreurs peuvent percer des fenêtres s’ils le souhaitent. L’hôtel vendu et la maison bénéficient du puits et les droits de propriété sont attribués à 3/5 à l’hôtel, et à 2/5 à la maison. Prix d’achat : 110 000 F
Leur fille Marie Alice Pilté épouse Philibert Jouslin à Bourges le 4 février 1867 et donne naissance le 23 décembre 1869 à Marie Germaine Jouslin, qui deviendra Mme de Vivier de la Chaussée, et qui attribuera l’hôtel de Panette à l’archevêché.
Édouard Pilté s'éteint le 11 octobre 1890 au château de Saint-Menoux (Allier), son épouse le 14 septembre 1905 à Bourges.
En 1908, meurt Philibert Gaston Jouslin, ancien avocat, ancien conseiller général du Cher, et le 24 juin 1910, sa veuve Alice Marie Pilté, propriétaire et rentière, demeurant 1 avenue de Séraucourt.
L'Inventaire après décès, du 21 juillet 1910 de Mme Marie Alice Jouslin-Pilté, rentière, veuve de Gaston Jouslin, établi par le notaire Paillat, à la requête de
- Jeanne Marie Mathide Jouslin, sans profession, célibataire majeure, demeurant 1 avenue de Séraucourt, fille de la défunte ;
- Marie Hyacinthe Paul Georges Vivier de la Chaussée, avocat, et Marie Germaine Jouslin, son épouse, demeurant ensemble 1 avenue de Séraucourt, déclare que Vivier de la Chaussée est veuf de Louise Marie Thérèse Jouslin (décédée le 4 février 1904) et Marie Germaine Jouslin est veuve de Gaspard Albéric Maurice Romieu. Vivier de la Chaussée est tuteur naturel et légal des trois enfants mineurs nés de sa 1re union :

1. Marie Joseph Edgard Jean Vivier de la Chaussée, né à Bourges le 14 janvier 1891
2. Marie Gaston Guy Vivier de la Chaussée, né à Bourges le 18 décembre 1892
3. Marie Alfred Roger Vivier de la Chaussée, né à Bourges le 19 avril 1896.

Dans cet inventaire, de nombreux bijoux (pour 5 000 F environ), des domaines pour 250 000 F, des valeurs de bourse. On apprend qu’au rez-de-chaussée une pièce sert de bureau éclairé sur la cour par une fenêtre, à côté d’un cabinet, puis une pièce éclairée par deux fenêtres. On cite un salon, une salle à manger, un vestibule. Entre autres propriétés, elle possédait le château de la Mothe, à Saint-Menoux (Allier) et une maison à Bourges, rue de la Cage-Verte.
Le partage des biens de la succession Jouslin Pilté a lieu le 31 décembre 1919. Le 23 mai 1920 par un notaire inconnu, Mme Marie Germaine Jouslin et les autres riverains ont accordé à Madame la marquise de Saint Christophe l’autorisation de construire un escalier extérieur donnant sur la cour et de prendre sur cette cour une parcelle de terrain de 25 cm de longueur sur ??? de largeur, moyennant le prix de 100 F.
L'acte de Maître Brochard du 7 décembre 1921 stipule que le 1er étage d’un petit bâtiment donnant sur l’impasse Bouland a été vendu par Mme Marie Germaine Jouslin à Madame la marquise Heurtault de Saint Christophe, née Marie Adrienne Stéphanie Valentine du Moulinet d’Hardemare, moyennant le prix de 1 000 F.

#### L'Association diocésaine de Bourges de 1948 à 2011

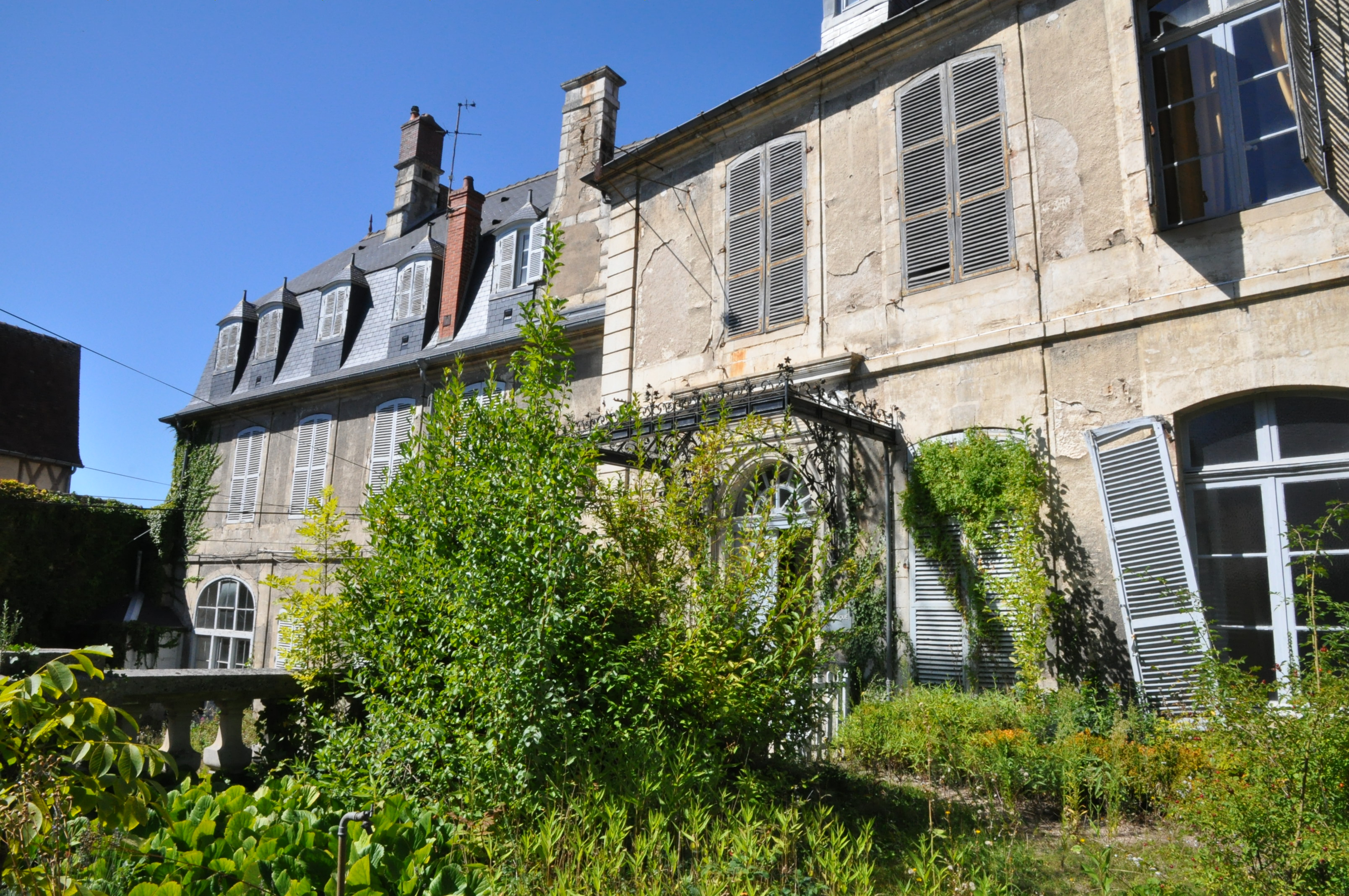
la maison en 2011

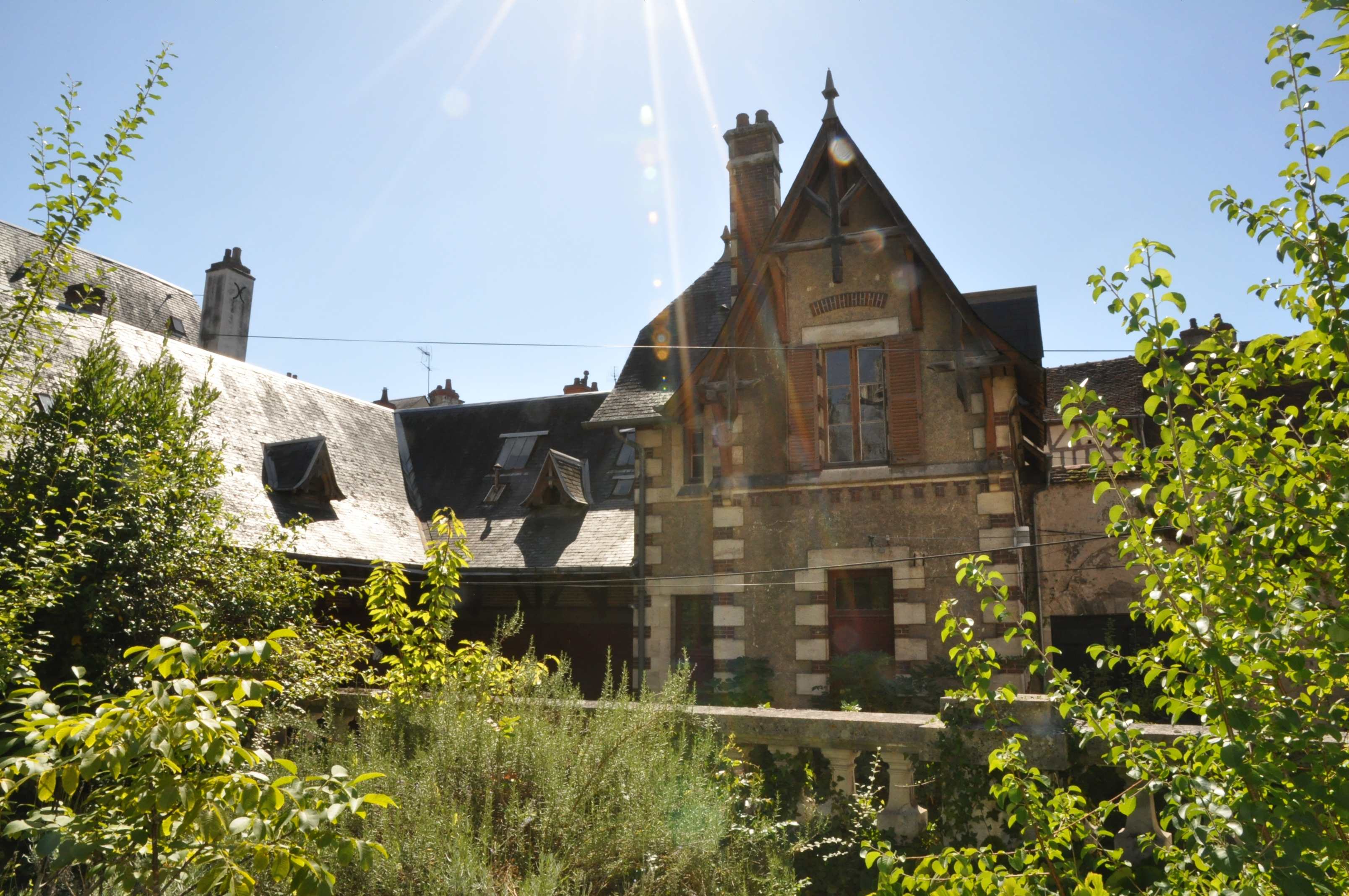
Les dépendances en 2011

L'attribution par Mme la comtesse de La Chaussée à l’Association Diocésaine de Bourges, est dans l'Acté étudie du 30 novembre 1946, e l'étude Devuax et Brochard. Il est stipulé que Mme Marie Germain Jouslin (77 ans), veuve de Gaspard Alain Léon Maurice Romieu, remariée à Marie Hyacinthe Paul Georges Vivier de la Chaussée attribue à l’ADB, représentée par Mgr Joseph Levebvre, archevêque et Président de l’ADB, la nue propriété :
- d’une maison sise au 1 et 1bis rue henri Ducrot, élevée sur cave, d’un rez-de-chaussée, premier étage, grenier et mansardes, couvert en tuiles.
- autre bâtiment séparé de la maison par une cour comprenant loge de concierge avec sous sol, chambre au-dessus, remise, écurie, sellerie, magasin à bois, grenier sur le tout.
- deux escaliers et petit appartement sur le jardin, attenant au principal corps de bâtiment,
- jardin.

Le tout jouxte au nord l’impasse Bouland, au levant Durand Viel, au couchant l’avenue Henri Ducrot, au midi divers. Cette attribution est faite ce jour, mais l’ADB n’en aura la jouissance qu’au décès de Mme de la Chaussée. Elle déclare qu’une partie de l’immeuble est louée à diverses personnes mais que le ??? est occupée par elle-même. Elle s’interdit de faire des baux de plus de 3 ans, et laissera à ses héritiers 6 mois après son décès pour enlever son mobilier.
Elle « consent cette attribution sous cette condition expresse et spéciale que l’immeuble ci-dessus désigné ne pourra être occupé que par des ministres de l’église catholique, apostolique et romaine, en communion avec notre Saint Père le Pape, et que cet immeuble soit affecté à l’usage du Culte, et spécialement comme annexe de l’Archevêché ». Elle précise que « si cette condition n’était pas respectée, l’immeuble lui fasse retour, à elle ou ses ayants droit, sans aucune indemnité pour les améliorations qui auraient été apportées".
L'hôtel de Panette devient bureaux de la direction diocésaine du Cher, des appartements, le siège d'un journal catholique et la résidence principale de la famille Berruer jusqu'en 2001. On veille à ce que la dernière clause soit appliquée. L'office, ouvert à tous, est célébré tous les dimanches dans la chapelle par Monseigneur Girard résident d'un appartement dans une dépendance de l'hôtel de Panette. 

#### La famille Lageline Javal et des amis: depuis 2012
Bruno et Laurence Lageline pénètrent dans la cour de l'hôtel particulier le vendredi 3 septembre 2010. C'est un véritable choc émotionnel. Ils ne savent rien de l'endroit, ni son nom, ni son histoire. Le notaire chargé de la vente dit que le bâtiment abandonné n'a pas d'histoire particulière. Bruno, agent immobilier, suivi par son épouse journaliste, décide d'avancer. Il fédère une partie de la famille, ses associés agents immobiliers, obtient le soutien et l'accompagnement du directeur de l'Office du Tourisme. Après de multiples péripéties et des dossiers de prêt refusés, l'acte d'achat est enfin passé le 28 décembre 2011.
Trois structures acquièrent l'hôtel de Panette :
- la partie sur jardin à usage d’habitation avec chambres d’hôtes, par Bruno et Laurence Lageline ;
- la partie sur rue à usage de bureaux, et d’hébergements touristiques au 2e étage, par  Bruno Lageline, Pierre Morillon, Stéphane Prault, Gaël Dolle (associés et collaborateurs du Groupe Immorevente) ;
- Les dépendances, à usage d’hébergement touristique, par Bruno et Laurence Lageline, Alain Ferrandon, Marc et Véronique Javal, Jean-François et Béatrice Cadue (amis et famille).

Malgré des moyens limités, les associés confient la décoration à Jean-Luc Charpagne, artiste passionné du 18e, qui va donner une nouvelle vie et de nouvelles couleurs à l'hôtel de Panette. Pierre Morillon, un des associés, se passionne pour l'aventure et passe chaque jour sur le chantier, véritable chef d'orchestre des intervenants.
Les portes de l'hôtel de Panette ont été ouvertes à tous le 16 septembre 2012, lors des Journées du patrimoine.

## Un lieu chargé d'histoire

### Charles de Bourbon (1788-1855)Don Carlos

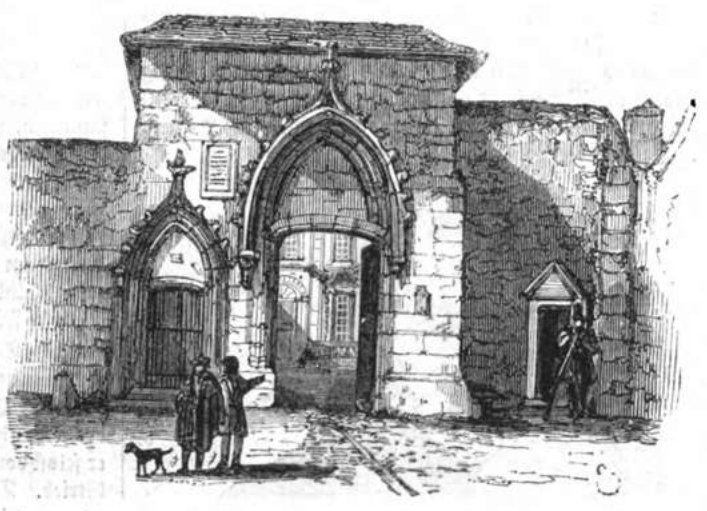
Hôtel de Panette en 1843

Fils cadet de Charles IV d'Espagne et de la princesse Marie Louise de Bourbon-Parme (1751-1819), son frère Ferdinand VII n'ayant pas eu d'enfant de ses trois mariages, l'infant Charles semblait destiné à régner. Mais le roi ayant épousé en quatrièmes noces sa nièce Marie-Christine des Deux-Siciles († 1878), il en eut deux filles en 1830 et 1832. Par un décret rendu en 1830, Ferdinand VII abolit la Loi salique de 1713 par laquelle Philippe V avait exclu les femmes du trône espagnol, appelant ainsi la future Isabelle II à lui succéder trois ans plus tard (1833).
L'infant Charles rejeta et dénonça la modification de l'ordre de succession au trône d'Espagne, se considérant encore l'héritier légitime direct : il protesta contre le décret qui abolissait la loi salique, il se proclama roi des Espagne à la mort de Ferdinand VII sous le nom de Charles V (1833). Soutenu par une partie du peuple espagnol, qu'on appela les carlistes, il rentra en Espagne et provoqua la Première guerre carliste (1833-1839). Ses partisans carlistes ayant été battus en 1839, il se réfugia en France, fut assigné à résidence à Bourges, à l'hôtel de Panette. Il abdiqua en faveur de son fils aîné le 18 mai 1845 et prit le titre de « comte de Molina » (à partir de ce moment, il fut appelé « roi père » par les carlistes). Il mourut à Trieste le 10 mars 1855.
Sa présence à Bourges, pendant 5 ans, rendit célèbre l'hôtel de Panette. De nombreux témoignages ont permis de décrire sa vie d'exilé. La chambre qu'il occupa a été décorée par Jean-Luc Charpagne, à la suite de la visite de Son Altesse Royale le prince Sixte-Henri de Bourbon-Parme, fils de François-Xavier de Bourbon-Parme, dernier régent carliste, et propriétaire du château de Lignières.

### Antoine Le Picard de Phélippeaux
Émigré en 1791, il sert avec le duc d’Enghien dans l’armée des émigrés, avant de il s’infiltrer en France pour organiser en 1795 une insurrection dans le Berry, à Châteauroux et à Sancerre. Cette insurrection prit le nom de « la Vendée du Sancerrois ». Elle comptait 2 000 hommes commandés par Louis Antoine Le Picard de Phélippeaux qui était appelé aussi de son nom de guerre Passaplan. Il y a là des paysans berrichons, des Chouans venus de la région de Nantes, des royalistes et des prêtres insermentés.
Phélippeaux dit Passaplan changea le plan initial et décida de rallier les fuyards du soulèvement de Châteauroux, qui venaient d'être mis à mal par les troupes républicaines du général Desenfants. Cette manœuvre avait pour but d'attirer les forces de répression républicaine en Berry, afin de donner ainsi libre mouvement à la révolte des insurgés de Vendôme préparée par Dujuglard.
Le 26 mars 1796, Phélippeaux dit Passaplan et ses insurgés étaient à Jars qui était le lieu de leur quartier général. Phélippeaux dit Passaplan habitait tantôt chez Mademoiselle Ribert, au lieu-dit la Huendière, tantôt chez le maréchal-ferrant Alabeurthe, en fonction de la nature des affaires à examiner (de jupons ou de drapeau). Avant de partir en campagne, les royalistes abattirent l'arbre de la liberté de Jars. Il en sera de même à Sens-Beaujeu et à Sury-en-Vaux. Le 2 avril (le 13 germinal de l'an IV), ils prennent Sancerre.
À ce moment, les troupes des généraux Canuel et Devaux se mettent en marche pour délivrer Sancerre. Ils savaient que le général Desenfants et ses troupes venaient à marche forcée de Châteauroux pour les renforcer. Même le général Hoche faisait marcher ses troupes vers Sancerre. Phélippeaux dit Passaplan prit conscience que la tenaille républicaine se mettait en place et, pour ne pas être enfermé dans Sancerre, il se remit en marche avec ses insurgés vers Sens Beaujeu, non sans avoir laissé dans Sancerre une troupe de défense. Le général Canuel, venant de Bourges par Azy, se lança à sa poursuite et le rejoignit le 9 avril à Sens Beaujeu. L'engagement fut bref et Phélippeaux dit Passaplan fut arrêté puis conduit à la prison de Bourges, d'où il s'évada quelques jours plus tard, grâce à la complicité du jeune Alexandre Marie Gassot de Fussy (qui avait 17 ans). Ils le cachèrent à l’hôtel de Tristan (rebaptisé par son nouveau propriétaire l'hôtel de Panette), chez Madame de Fussy (vraisemblablement sa mère, donc la belle sœur du marquis de Tristan), puis à Souesmes chez son grand-père Moreau de Chassy.
Le 9 avril (20 germinal de l'an IV), Sancerre était libérée de l'occupation royaliste. Ces chefs royalistes et ceux qui avaient participé activement à cette « chouannerie berrichonne » se réfugièrent dans les murs de Blois et d'Orléans. Les poursuites furent rares et les tribunaux révolutionnaires, réputés intransigeants, se montrèrent indulgents envers les insurgés.
Il se rend ensuite à Paris et organise la spectaculaire évasion de William Sidney Smith de la prison du Temple. Ensemble, ils gagnent la Grande-Bretagne, puis Constantinople avant de rejoindre, au début mars 1799, Djezzar Pacha à Saint-Jean-d'Acre. Il contribue puissamment à la défense de Saint-Jean-d'Acre contre le général Bonaparte, en aménageant une deuxième ligne de fortifications à l’intérieur de l’enceinte et en augmentant l'artillerie de la forteresse par des pièces d'artillerie de marine. Il meurt de la peste ou d'épuisement en 1799 à Saint-Jean-d'Acre.

### Le violon "Vicomte de Panette"
Œuvre du grand luthier crémonais Guarneri del Gesù en 1737, ce violon a appartenu à Jean-Baptiste Vuillaume qui le vendit au vicomte de Panette en 1847. Un siècle plus tard, en 1947, il sera la propriété d’Isaac Stern pendant près de cinquante ans. En 1994, le musicien et mathématicien David Fulton l’intégra dans sa collection tandis que la banque BSI de Lugano en fit l’acquisition en 2005. L’instrument fut rendu à une vie publique grâce au mécénat de la banque BSI de Lugano qui le mit à disposition de Renaud Capuçon. A la chute de la BSI, Renaud Capuçon racheta l’instrument.
C’est Pierre Barthel qui a eu l’intuition de ce violon de prestige pour Renaud Capuçon et qui a mis en œuvre les contacts entre le musicien et le mécénat de la banque BSI de Lugano. Un instrument de légende dont les réglages de sonorité et le suivi technique sont assurés par Pierre Barthel.

## Visite
L'hôtel de Panette se visite en matinée durant l'été depuis la place Marcel-Plaisant, en face de la préfecture.